# کوثره
کوثره روستایی از دهستان تل بزان، شهرستان مسجدسلیمان، در استان خوزستان، واقع است و ۱۸۰ تن سکنه دارد.
ساکنین این روستا از طایفه شهنی، از شاخه هفت لنگ ایل بختیاری می‌باشند.